# 푼핀군

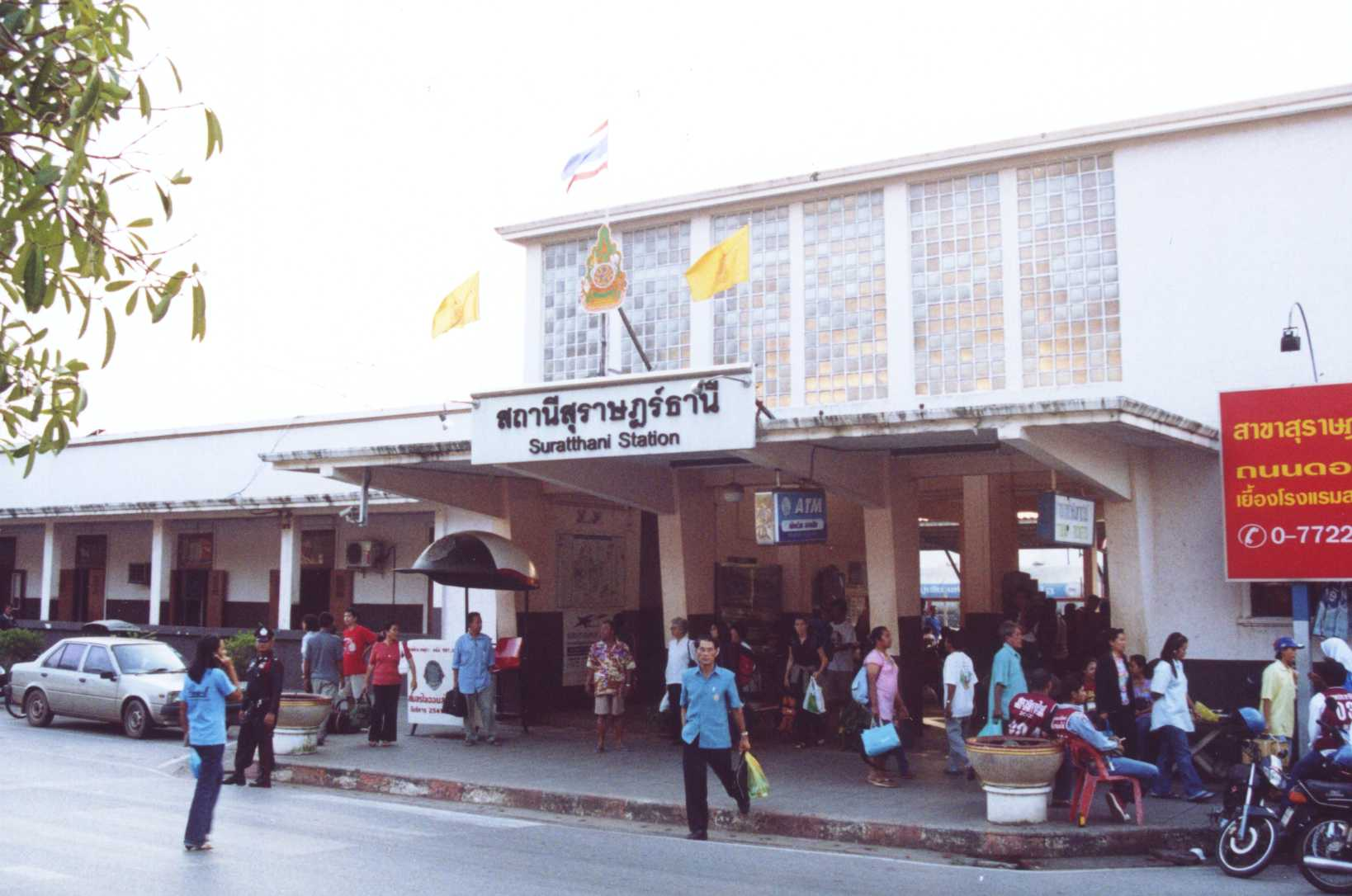

푼핀군은 수랏타니주의 행정 구역이다. 이 지역의 총 인구 수는 2014년 기준으로 73,067명이다. 인구 밀도는 72.8km2이다.

## 행정 구역
1. ↑  “Population statistics 2014” (태국어). Department of Provincial Administration. 2015년 2월 8일에 확인함.